# إلفيس جوب
إلفيس جوب (بالفرنسية: Elvis Job)‏ (2 نوفمبر 1992 بالكاميرون - ) هو لاعب كرة قدم كاميروني في مركز الهجوم. لعب مع Songkhla F.C. ‏ وSongkhla United F.C. ‏ وPattani F.C. ‏ وUbon Kruanapat F.C. ‏.

## وصلات خارجية
- إلفيس جوب على موقع قاعدة بيانات كرة القدم.إي يو (الإنجليزية)
- إلفيس جوب على موقع Soccerway.com (الإنجليزية)